# Monuments culturels du district de Rasina
Cet article recense les monuments culturels du district de Rasina en Serbie.

## Liste
| ID      | Monument                                            | Adresse                                           | Municipalité                   | Datation                                     | Photo |
| ------- | --------------------------------------------------- | ------------------------------------------------- | ------------------------------ | -------------------------------------------- | ----- |
| SK 157  | Église Lazarica et forteresse de Kruševac           | 43° 35′ 03″ N, 21° 19′ 16″ E                      | Kruševac                       | Seconde moitié du XIVe siècle                |       |
| SK 169  | Forteresse de Stalać                                | 43° 40′ 13″ N, 21° 24′ 15″ E                      | Ćićevac                        | Années 1380                                  |       |
| SK 172  | Forteresse de Koznik                                | 43° 27′ 26″ N, 20° 57′ 57″ E                      | Brus (Grad)                    | Mentionnée en 1381                           |       |
| SK 174  | Monastère de Lepenac                                | 43° 21′ 27″ N, 21° 04′ 01″ E                      | Brus (Lepenac)                 | XVe siècle                                   |       |
| SK 175  | Monastère de Veluće                                 | 43° 32′ 10″ N, 21° 05′ 23″ E                      | Trstenik (Veluće)              | 1377-1378                                    |       |
| SK 176  | Monastère de Rudenica                               | 43° 30′ 21″ N, 21° 05′ 10″ E                      | Aleksandrovac (Rudenice)       | Fin du XIVe siècle- début du XVe siècle      |       |
| SK 177  | Monastère de Drenča                                 | 43° 28′ 32″ N, 21° 03′ 17″ E                      | Aleksandrovac (Drenča)         | Entre 1379 et 1382                           |       |
| SK 183  | Monastère de Ljubostinja                            | 43° 39′ 05″ N, 20° 59′ 51″ E                      | Trstenik (Prnjavor)            | 1388-1389                                    |       |
| SK 187  | Monastère de Naupara                                | 43° 28′ 40″ N, 21° 18′ 36″ E                      | Kruševac (Naupare)             | Vers 1380                                    |       |
| SK 370  | Forteresse de Grabovac                              | 43° 38′ 59″ N, 20° 57′ 24″ E                      | Trstenik (Grabovac)            | Moyen Âge serbe                              |       |
| SK 394  | Bâtiment de l'Administration du district à Kruševac | Gazimestanska 1 43° 35′ 03″ N, 21° 19′ 27″ E      | Kruševac                       | 1900-1904                                    |       |
| SK 404  | Église Saint-Pierre-et-Saint-Paul de Kriva Reka     | 43° 23′ 08″ N, 20° 54′ 05″ E                      | Brus (Kriva Reka)              | 1618                                         |       |
| SK 408  | Monastère de Milentija                              | 43° 26′ 07″ N, 20° 59′ 25″ E                      | Brus (Osredci)                 | Vers 1430                                    |       |
| SK 485  | Maison Katić à Trstenik                             | Kneginje Milice 17 43° 37′ 12″ N, 21° 00′ 03″ E   | Trstenik                       | Entre 1850 et 1875                           |       |
| SK 512  | Église Saint-Jean de Stevanac                       | 43° 38′ 52″ N, 21° 25′ 07″ E                      | Ćićevac (Stevanac)             | XVe siècle                                   |       |
| SK 513  | Église Saint-Marc de Jakovac                        | 43° 38′ 47″ N, 21° 26′ 28″ E                      | Ćićevac (Jakovac)              | XVe siècle                                   |       |
| SK 517  | Maison Simić à Kruševac                             | Majke Jugovića 2 43° 34′ 54″ N, 21° 19′ 25″ E     | Kruševac                       | Fin du XVIIIe siècle ou début du XIXe siècle |       |
| SK 537  | Maison de Mirko Tomić à Parcane                     | 43° 41′ 35″ N, 21° 12′ 47″ E                      | Varvarin (Parcane)             | XIXe siècle                                  |       |
| SK 673  | Cellier de Verka Lapčević à Stanjevo                | 43° 27′ 24″ N, 21° 03′ 23″ E                      | Aleksandrovac (Stanjevo)       | Première moitié du XIXe siècle               |       |
| SK 674  | Église Saint-Gabriel de Gornji Ribnik               | 43° 35′ 51″ N, 21° 02′ 56″ E                      | Trstenik (Gornji Ribnik)       | 1824                                         |       |
| SK 892  | Moulins moraviens sur la Zapadna Morava à Kukljin   | 43° 36′ 16″ N, 21° 14′ 17″ E                      | Kruševac (Kukljin)             | Entre-deux-guerres                           |       |
| SK 894  | Maison du pope Marko à Aleksandrovac                | 29. novembra 43° 27′ 33″ N, 21° 02′ 40″ E         | Aleksandrovac                  | Seconde moitié du XIXe siècle                |       |
| SK 900  | Bâtiment de la Galerie d'art à Kruševac             | Majke Jugovića 12 43° 34′ 53″ N, 21° 19′ 32″ E    | Kruševac                       | Années 1920                                  |       |
| SK 903  | Église des Saints-Archanges de Stalać               | 43° 40′ 30″ N, 21° 24′ 48″ E                      | Ćićevac (Stalać)               | XVIe – XVIIe siècle                          |       |
| SK 910  | Maison de Milica Ivanović à Trstenik                | Kneginje Milice 43° 37′ 01″ N, 21° 00′ 23″ E      | Trstenik                       | XIXe siècle                                  |       |
| SK 952  | Maison de Ljubica Milosavljević à Trstenik          | Kneginje Milice 44 43° 37′ 08″ N, 21° 00′ 05″ E   | Trstenik                       | Années 1860                                  |       |
| SK 958  | Église de la Mère-de-Dieu de Boranci                | 43° 12′ 15″ N, 20° 55′ 46″ E                      | Brus (Boranci)                 | Première moitié du XIXe siècle               |       |
| SK 967  | Monument des Héros du Kosovo à Kruševac             | Trg kosovskih junaka 43° 34′ 57″ N, 21° 19′ 37″ E | Kruševac                       | 1889-1904                                    |       |
| SK 975  | Église Saint-Nicolas de Braljina                    | 43° 39′ 48″ N, 21° 28′ 46″ E                      | Ćićevac (Braljina)             | Mentionnée en 1377                           |       |
| SK 1063 | Église du Saint-Esprit de Stalać                    | 43° 40′ 22″ N, 21° 24′ 19″ E                      | Ćićevac (Stalać)               | XVe siècle                                   |       |
| SK 1122 | Moulin du prince Mileta à Varvarin                  | 43° 42′ 59″ N, 21° 21′ 15″ E                      | Varvarin                       | Début du XIXe siècle                         |       |
| SK 1503 | Église Saint-Pierre-et-Saint-Paul de Jelakci        | 43° 25′ 16″ N, 20° 48′ 01″ E                      | Aleksandrovac (Jelakci)        | Années 1810                                  |       |
| SK 1660 | Église Saint-Nicolas de Velika Vrbnica              | 43° 31′ 37″ N, 21° 12′ 18″ E                      | Aleksandrovac (Velika Vrbnica) | 1821                                         |       |
| SK 1958 | Église de l'Ascension de Kožetin                    | 43° 27′ 35″ N, 21° 02′ 04″ E                      | Aleksandrovac (Kožetin)        | 1804                                         |       |